# Mohammed al-Owais
Mohammed al-Owais (arabisch محمد العويس, DMG Muḥammad al-ʿUwais; * 10. Oktober 1991 in al-Hasa) ist ein saudi-arabischer Fußballtorhüter.

## Karriere

### Verein
Mohammed al-Owais begann seine Karriere in der Jugend von al-Shabab und wechselte zur Saison 2012/13 von der dortigen U23 in die erste Mannschaft. Hier gewann er mit seiner Mannschaft in der Saison 2013/14 den Pokal und in der darauffolgenden Saison auch den Superpokal. Zur Spielzeit 2017/18 ging es für ihn schließlich weiter in den Kader von al-Ahli. Seit Januar 2022 ist er bei al-Hilal.

### Nationalmannschaft
Seinen ersten Einsatz im Trikot der saudi-arabischen Nationalmannschaft hatte er am 28. Dezember 2013 bei einem 0:0 gegen Palästina während der Westasienmeisterschaft 2013, wo er auch von Beginn an spielte. Nach einem weiteren Einsatz bei dem Turnier gegen Katar dauerte es drei Jahre, bis er wieder in einer Partie weitere Einsatzzeit bekam. Sein erstes großes Turnier war dann die Weltmeisterschaft 2018, wo er von Nationaltrainer Juan Antonio Pizzi in den Kader berufen wurde. Im Turnier selbst wurde er im Gruppenspiel gegen Uruguay eingesetzt, dies stellt auch den einzigen Einsatz bei dem Turnier da. Am Ende musste er einmal hinter sich greifen, womit seine Mannschaft mit 0:1 verlor und so das vorzeitige Aus bei der Weltmeisterschaft feststand. Bei der Asienmeisterschaft 2019 durfte er dann aber in jedem Spiel des Turniers ran. Bis heute bekommt er regelmäßig in Partien Einsatzzeit.

## Erfolge
- Gewinner des Saudi Crown Prince Cup: 2013
- Gewinner des Saudi-arabischer Fußball-Supercup: 2014